# Comme un éclair
Pour plus de détails, voir Fiche technique et Distribution.
Comme un éclair est un  documentaire français réalisé par Jules Dassin, sorti en 1969.

## Synopsis
La guerre des Six Jours vue du côté israélien.

## Fiche technique
- Titre : Comme un éclair
- Réalisation : Jules Dassin
- Scénario : Irwin Shaw
- Photographie : Christian Darraux et Daniel Vogel
- Musique : Irwin Bazelon
- Montage : Roger Dwyre et Michèle Neny
- Production : Jules Dassin et Irwin Shaw
- Pays :  France
- Genre : Documentaire
- Durée : 70 minutes
- Date de sortie  : France, 29 janvier 1969

## Distribution
- Joe Dassin : voix
- Claude Dauphin : voix